# شون هيغينز
شون هيغينز (بالإنجليزية: Sean Higgins)‏ (29 أكتوبر 1984 بغلاسكو في المملكة المتحدة - ) هو لاعب كرة قدم بريطاني في مركز الهجوم. لعب مع سانت جونستون ونادي دندي ونادي روس كاونتي ونادي فالكيرك ونادي كلايد ونادي ستنهاوسموير ونادي كاودينبيث لكرة القدم ونادي آير يونايتد.

## وصلات خارجية
- شون هيغينز على موقع قاعدة بيانات كرة القدم.إي يو (الإنجليزية)
- شون هيغينز على موقع Soccerbase.com (لاعب) (الإنجليزية)